# Vall Ferrera
La Vall Ferrera (també escrit antigament Vallferrera o fins i tot Vallfarrera) és una subcomarca situada en el sector septentrional del Pallars Sobirà (Catalunya). És una de les valls profundes que solquen el Pirineu axial, al vessant meridional amb forma de falç oberta a llevant. Comprèn el terme municipal d'Alins.

## Etimologia
Es coneix des d'antic l'explotació del ferro, en aquesta vall, d'on deriva el nom de la vall.
Des de l'alta edat mitjana està documentada l'existència de fargues a la vall, que en les millors èpoques arribaren a ser tres a Alins i d'altres a Ainet de Besan i a Àreu. Totes cessaren les activitats i foren abandonades a les darreries del segle xix, però hi ha notícies del 1874 segons les quals les cinc fargues que hi havia en aquell moment produïen 360 tones de ferro cada any. L'extracció del mineral, l'elaboració del ferro i l'obtenció del carbó necessari proporcionava feina a unes 600 persones i es dedicaven unes 700 cavalleries per al transport del metall cap a la resta de Catalunya i l'Aragó.
Hi ha afloraments superficials de mineral de ferro en diversos llocs de la vall (com Buiro, Virós, etc.) i diverses fonts ferruginoses. El nom de vall Ferrera està documentat ja des del segle xi.

## Descripció de la vall
Vertebren la vall la conca principal de la Noguera de Vallferrera i la seva subsidiària, la Noguera de Tor. Tot el conjunt és afluent de la Noguera de Cardós just al capdavall de la vall, de manera que es pot considerar que el riu sencer és dins de la vall de la qual pren el nom. La vall Ferrera deixa la vall d'Andorra a l'est. És una vall d'elevada extensió, de pes en la història medieval del país, d'un gran valor paisatgístic i atractiu turístic. Té una ampla capçalera que acull moltes rutes excursionistes, atès que l'envolten cims com la Pica d'Estats, el pic de Sotllo i el Monteixo, per citar aquells més concorreguts. Inclou la vila d'Alins, capital històrica de la vall i encara avui dia cap de municipi, i dels pobles d'Àreu, amb el seu veïnat de la Força d'Àreu més al nord, Norís, Tor, Ainet de Besan, Besan i Araós, seguint-los en ordre descendent segons el curs del riu, a més dels despoblats de Buiro i Virós.
En l'aspecte geològic hi dominen els esquists amb alguns afloraments de calcària. La vall presenta un rang d'altitud considerable des dels 850 metres del fons de la vall (Forat de les Bruixes) fins als 3.143 m de la Pica d'Estats, per la qual cosa hi ha diversos estatges de vegetació dominats per pinedes de pi roig en l'estatge muntà, pinedes de pi negre en l'estatge subalpí i prats en l'estatge alpí.
En el Pla de la Farga es troba la presa de Vallferrera, la qual deriva aigua del riu Noguera de Vallferrera cap a la presa de Montalto, situada a la conca de la Noguera de Cardós.

## El romànic a la vall Ferrera
La vall Ferrera, com les veïnes vall d'Àneu i vall de Boí, conserva un nombre molt notable d'elements medievals, pertanyents a l'art romànic. N'hi destaquen els següents:
- Castells i torres:

- Esglésies:

| - Ainet de Besan - Sant Julià d'Ainet de Besan - Alins - Sant Martí d'Alins - Sant Quirze d'Alins - Sant Vicenç d'Alins - Mare de Déu de Montserrat de Casa Coix - Sant Ramon de Casa Ramonet - Araós - Sant Esteve d'Araós - Sant Francesc d'Araós | - Àreu - Sant Joan d'Àreu - Santa Maria de la Torre - Besan - Santa Maria de Besan - Sant Miquel de Besan - Buiro - Santa Maria de Buiro - La Força d'Àreu - Sant Feliu de la Força d'Àreu | - Norís - Sant Serni de Norís - Tor - Sant Pere de la Força - Sant Ambròs de Tor - Sant Pere de Tor - Virós - Sant Lliser de Virós |